# Ťobza
Ťobza (rusky Тёбза) je řeka v Kostromské oblasti v Rusku. Je 140 km dlouhá. Povodí má rozlohu 1160 km².

## Průběh toku
Ústí zleva do Kostromy (povodí Volhy).

## Vodní stav
Zdroj vody je smíšený s převahou sněhového. Průměrný roční průtok vody ve vzdálenosti 34 km od ústí činí 8,54 m³/s. Zamrzá v listopadu až v první polovině prosince a rozmrzá v dubnu.